# Österreichische Geologische Gesellschaft
Die Österreichische Geologische Gesellschaft (ÖGeolG oder ÖGG) ist eine wissenschaftliche Vereinigung der Geologen Österreichs und von Kooperationspartnern im Ausland.

## Struktur und Aufgaben
Die 1907 formulierten Zielsetzungen haben bis heute Gültigkeit:
- Koordination der Zusammenarbeit unter den österreichischen Geologen
- Kontaktnahme mit ausländischen Kollegen und Gesellschaften
- Kooperation zwischen wissenschaftlicher und angewandter Geologie
- Pflege der Vielseitigkeit aller geologischen Arbeitsrichtungen
- Verbreitung geologischen Wissens und neuer Forschungsergebnisse
- Offenheit der Gesellschaft für jeden an erdwissenschaftlichen Fragen interessierten Bürger.

Derzeit hat die Gesellschaft rund 500 Mitglieder.
Zu ihren Aktivitäten gehört die jährliche Herausgabe des Austrian Journal of Earth Sciences (AJES, ehem. Mitteilungen der Österreichischen Geologischen Gesellschaft), das im Schriftentausch an über 200 ausländische Fachvereinigungen, Universitäten etc. versendet wird. In den Städten Wien, Salzburg, Innsbruck und Graz werden regelmäßige Fachvorträge abgehalten. Zu speziellen Themen finden ferner Exkursionen und Workshops bzw. Kurse statt.
Die Gesellschaft unterhält, neben drei Regionalgruppen und einer Junior Section, Arbeitsgruppen zu folgenden Themen:
- Digitale Geologie
- GeoEnergie
- Schule-Lehrer-Fortbildung
- Geschichte der Erdwissenschaften
- Ingenieurgeologie
- Stratigraphie
- Wehrgeologie
- Öffentlichkeitsarbeit und Veranstaltungen

Das Sekretariat der ÖGG hat ihren Sitz an der GeoSphere Austria (vormals Geologische Bundesanstalt) in Wien.

## Geschichte
Sie wurde 1907 in Wien als Geologische Gesellschaft in Wien gegründet und erhielt 1976 ihren jetzigen Namen.

### Vorsitzende der ÖGG
- 1907–1909 Victor Uhlig (1857–1911)
- 1910–1911 Carl Diener (1862–1928)
- 1912–1913 Franz Eduard Suess (1867–1941)
- 1914–1915 Josef Gattnar (1854–1928)
- 1916–1917 Julius Dreger (1861–1945)
- 1918–1919 Gustav Adolf von Arthaber (1864–1943)
- 1920–1921 Wilhelm Hammer (1875–1942)
- 1922–1923 Franz Xaver Schaffer (1876–1953)
- 1924–1925 Fritz Kerner von Marilaun (1866–1944)
- 1926–1927 Otto Rotky (1870–1951)
- 1928–1929 Franz Eduard Suess (1867–1941)
- 1930–1931 Friedrich Trauth (1883–1967)
- 1932–1933 Julius von Pia (1887–1943)
- 1934–1935 Hermann Vetters (1880–1941)
- 1936–1937 Josef Stiny (1880–1958)
- 1938–1939 Otto Ampferer (1875–1947)
- 1940–1941 Kurt Leuchs (1881–1949)
- 1942–1943 Heinrich Beck (1880–1979)
- 1944–1945 Othmar Kühn (1892–1969)
- 1945–1946, 1947–1948 Leo Waldmann (1899–1973)
- 1949–1950 Hannes Mohr (1882–1967)
- 1951–1952 Marta Cornelius-Furlani (1886–1974)
- 1953–1954 Alois Kieslinger (1900–1975)
- 1955–1956 Othmar Kühn (1892–1969)
- 1957–1958 Eberhard Clar (1904–1995)
- 1959–1960 Robert Janoschek (1906–1986)
- 1961–1962 Helmuth Zapfe (1913–1996)
- 1963–1964 Heinrich Küpper (1904–2000)
- 1965–1966 Christof Exner (1915–2007)
- 1967–1968 Siegmund Prey (1912–1992)
- 1969–1970 Hermann Stowasser (1908–1994)
- 1971–1972 Walter Medwenitsch (1927–1992)
- 1973–1974 Anton Wolfgang Ruttner (1911–2006)
- 1975–1976 Kurt Kollmann (1915–1982)
- 1977–1978 Helmut W. Flügel
- 1979–1980 Arthur J. Kröll
- 1981–1984 Walter Gräf
- 1985–1986 Rudolf Oberhauser (1926–2008)
- 1987–1990 Friedrich Brix (1925–1996)
- 1991–1994 Walter Josef Schmidt
- 1995–1998 Eckard Wallbrecher
- 1999–2002 Werner Janoschek
- 2003–2006 Wolfgang Nachtmann
- 2007–2010 Christoph Spötl
- 2011–2014 Franz Neubauer
- 2015–2018 Bernhard Grasemann
- 2019–2022 Peter Krois
- seit 2023 Sylke Hilberg

## Vergebene Ehrungen
Zu ihren Preisen zählt neben der Ehrenmitgliedschaft und der Ernennung von korrespondierenden Mitgliedern die Eduard-Sueß-Gedenkmünze, der Otto-Ampferer-Preis und der Hans Höfer von Heimhalt-Preis.

## Ehrenmitglied
Preisträger der Eduard-Sueß-Gedenkmünze sind gleichzeitig ebenfalls Ehrenmitglieder der Gesellschaft. Zu den Ehrenmitgliedern zählen unter anderen:
- Ferdinand Broili
- Wolfgang Frank
- Wolfgang Frisch
- Werner Piller
- Michael Sarnthein
- Hans-Peter Schönlaub
- Celâl Şengör
- Fritz F. Steininger
- Erich Thenius
- Leopold Weber

## Publikationen
Seit 1908 gibt die Geologische Gesellschaft neben den Vereinsnachrichten jährlich die Mitteilungen heraus. Seit 2004 heißt die Zeitschrift Austrian Journal of Earth Sciences und publiziert in englischer Sprache. Seit September 2018 erscheint das AJES als Open-Access-Zeitschrift im Besitz der ÖGG im Online-Verlag Sciendo und kann dort kostenlos, artikelweise heruntergeladen werden.
Die Titeländerungen der „Mitteilungen“:
- Mitteilungen der Geologischen Gesellschaft in Wien, Bd. 1–31, 1908–1938
- Mitteilungen des Alpenländischen Geologischen Vereins 32–35, 1939–1942
- Mitteilungen der Geologischen Gesellschaft in Wien, 36–67, 1945–1974
- Mitteilungen der Österreichischen Geologischen Gesellschaft, 68–94, 1975–2003
- Austrian Journal of Earth Sciences, Vol. 95/96 ff, 2004 ff

Beginnend mit Band 1 aus dem Jahr 1908 sind alle Bände digitalisiert und im Internet abrufbar.